# Río Coig
Río Coig är ett vattendrag i Argentina.   Det ligger i provinsen Santa Cruz, i den södra delen av landet, 2 000 km sydväst om huvudstaden Buenos Aires.